# Danger! High Voltage
"Danger! High Voltage" to debiutancki singel Electric Six, wydany przez XL Recordings 3 stycznia 2003 roku. Trafił na 2. miejsce listy singli w Wielkiej Brytanii i został uznany za singel tygodnia przez NME. Utwór znalazł się na wydanym w maju albumie Fire.
Zainteresowanie piosenką wzbudziły plotki o udziale Jacka White'a w jej nagraniu. Mimo że informacja została podana jako sprawdzona przez media, członkowie Electric Six długo nie zaprzeczali ani nie potwierdzali, czy wysoki głos słyszany w refrenie piosenki należy do członka White Stripes. Na płycie wymieniony jest niejaki John S. O'Leary jako drugi wokal w utworze; później okazało się, że faktycznie był to pseudonim White'a.
Fragment utworu został wykorzystany w serialu animowanym Simpsonowie w odcinku "Ssaki duże i małe" ("The Squirt and the Whale")- S21 E19.
Fragmenty piosenki zostały użyte jako podkład muzyczny w reklamie Subaru Forester.
Danger High Voltage jest też tytułem albumu George'a Colemana.

## Teledysk
Teledysk do utworu w reżyserii Toma Kuntza i Mike'a Maguire'a przedstawiał wokalistę i lidera grupy Dicka Valentine'a oraz aktorkę Tinę Kanarek wyposażonych w, odpowiednio, podświetlane mieszek i biustonosz. Wokalista zachęcał do obejrzenia w następujący sposób:

Teledysk nakręcono w sierpniu 2002 w wytwornej rezydencji na przedmieściach Toronto. Głównymi aktorami są lider E6 Dick Valentine jako 'dziwny mężczyzna' i weteranka aktorstwa Tina Kanarek jako 'zwariowany ptak'. W rolach drugoplanowych występują wychudzony pies i nieżywy łoś.

## Spis utworów

### CD1
1. "Danger! High Voltage"
2. "I Lost Control (Of My Rock & Roll)"
3. "Remote Control (Me)"

### CD2
1. "Danger! High Voltage (Soulchild 12" Blitz Mix)"
2. "Danger! High Voltage (Thin White Duke Mix)"
3. "Danger! High Voltage (Kilogram Mix)"

## Twórcy
- Dick Valentine – głos
- The Rock and Roll Indian – gitara
- Surge Joebot – gitara
- Disco – gitara basowa
- M. – perkusja
- Dr. BL Hoffman – syntezator w "Danger! High Voltage"
- Jim Diamond – saksofon w "Danger! High Voltage"
- Frank Lloyd Bonaventure – gitara basowa w "Danger! High Voltage (Jim Diamond Mix)"
- John S. O'Leary – dodatkowy wokal w "Danger! High Voltage"